# Stopplaats De Wetering
De Wetering (verkorting Dew) is een voormalige stopplaats aan de spoorlijn Arnhem-Nijmegen. De stopplaats was geopend van 15 juni 1879 tot 8 oktober 1922. Aan de spoorlijn werd de stopplaats voorafgegaan door stopplaats Laarstraat en gevolgd door stopplaats Arnhemschestraat.